# FK Čelik Nikšić
Der FK Čelik Niksič ein Fußballverein aus der montenegrinischen Stadt Nikšić. Neben FK Sutjeska Nikšić ist er einer der bekanntesten Fußballvereine der Stadt.

## Geschichte
FK Čelik Nikšić wurde 1957 in der montenegrinischen Industriestadt Nikšić gegründet. Die Vereinsfarben sind Rot und Blau. Während die Stadt noch zu Jugoslawien und zu Serbien und Montenegro gehörte, spielte der Verein meistens nur in der zweiten oder dritten Liga. Seit der Unabhängigkeit Montenegros spielte Čelik Nikšić in der zweiten Liga Montenegros. Während der Klub in der ersten Saison 2006/07 Zehnter wurde, konnte man sich in der nächsten Saison als Zweitplatzierter für die Play-offs qualifizieren. Dort traf Čelik Nikšić auf den Vorletzten aus der Prva Crnogorska Liga. Es war der Stadtrivale FK Sutjeska Nikšić. Das Hinspiel verlor Čelik Nikšić mit 0:1 und auch im Rückspiel im heimischen Stadion reichte es nur zu einem 0:0. Somit stieg der Verein doch nicht auf. In den folgenden Jahren erreichte der Klub nur Mittelfeldplätze in der zweiten Liga. Den größten Erfolg feierte Čelik Niksič mit dem Gewinn des montenegrinischen Pokals am 23. Mai 2012, als der Klub im Finale den Vorjahressieger FK Rudar Pljevlja mit 2:1 bezwang. Dadurch konnte man sich für die erste Qualifikationsrunde der UEFA Europa League 2012/13 qualifizieren. Nachdem sich der Klub also überraschend erstmals für den Europapokal qualifizieren konnte, landete man in der ersten Qualifikationsrunde gleich einen Achtungserfolg, indem man den favorisierten bosnischen Erstligisten FK Borac Banja Luka dank eines 2:2 in Banja Luka und einem 1:1 im heimischen Stadion ausschalten konnte. In der zweiten Qualifikationsrunde traf der Klub auf den ukrainischen Erstligisten Metalurh Donezk. Doch schon im Hinspiel ließen die favorisierten Ukrainer Čelik Niksič keine Chance und gewannen mit 7:0. Seit der Saison 2012/13 spielt der Verein in der Prva Crnogorska Liga, nachdem der Klub in der Vorsaison in der Druga Crnogorska Liga souverän mit sechzehn Punkten Vorsprung Meister geworden war. Nachdem der Verein beide Saisons in der ersten Spielklasse unter den Top drei beendet hatte, musste zu Beginn der Saison 2014/15 aus finanziellen Gründen der Rückzug aus der Prva Liga verkündet werden.

## Erfolge
- Montenegrinischer Pokalsieger: 2011/12

## Europapokalbilanz
| Saison  | Wettbewerb         | Runde                  | Gegner              | Gesamt    | Hin     | Rück    |
| ------- | ------------------ | ---------------------- | ------------------- | --------- | ------- | ------- |
| 2012/13 | UEFA Europa League | 1. Qualifikationsrunde | FK Borac Banja Luka | (a)3:3(a) | 2:2 (A) | 1:1 (H) |
| 2012/13 | UEFA Europa League | 2. Qualifikationsrunde | Metalurh Donezk     | 02:11     | 0:7 (A) | 2:4 (H) |
| 2013/14 | UEFA Europa League | 1. Qualifikationsrunde | Honvéd Budapest     | 01:13     | 1:4 (H) | 0:9 (A) |
| 2014/15 | UEFA Europa League | 1. Qualifikationsrunde | FC Koper            | 0:9       | 0:5 (H) | 0:4 (A) |

Gesamtbilanz: 8 Spiele, 2 Unentschieden, 6 Niederlagen, 6:36 Tore (Tordifferenz −30)